# Proischnura polychromatica
Proischnura polychromatica är en trollsländeart som först beskrevs av Barnard 1937.  Proischnura polychromatica ingår i släktet Proischnura och familjen dammflicksländor. IUCN kategoriserar arten globalt som akut hotad. Inga underarter finns listade i Catalogue of Life.